# Acetato de isoamilo
El acetato de isoamilo, denominado también aceite de plátano o aceite de banana, es un compuesto orgánico de fórmula CH3COOCH2CH2CH(CH3)2 que es un éster del alcohol isoamílico y el ácido acético. Es un líquido incoloro con aroma a bananas (y ligeramente a pera) y por eso algunas industrias alimentarias lo emplean como aromatizante. La denominación aceite de banana o aceite de plátano se aplica tanto al acetato de isoamilo empleado como aromatizante, o a las mezclas de acetato de isoamilo, acetato de amilo y otros compuestos.

## Síntesis
El acetato de isoamilo se obtiene de forma natural de algunas frutas como el plátano (banana) y las peras. A pesar de ello se sintetiza también artificialmente, mediante una reacción catalizada en medio ácido (por esterificación Fischer) entre el alcohol isoamílico y el ácido acético glacial tal y como se muestra: 

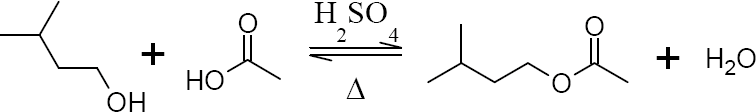
Estructura del Acetato de isoamilo.

Generalmente se suele emplear ácido sulfúrico como catalizador de la reacción de síntesis. El intercambio de iones del ácido de algunas resinas permite emplearlas también como catalizador.

## Propiedades
Se presenta como un líquido incoloro y un característico aroma a plátano (fruta). Es un líquido muy inflamable. Dependiendo de la concentración con la que se presente posee un ligero aroma a pera. La denominación aceite de pera se refiere por regla general a una solución de acetato de isoamilo en etanol y se emplea como un sabor artificial en lácteos.

## Usos
El principal uso del acetato de isoamilo es como aromatizante(55%) de ciertos productos como refrescos (en Estados Unidos se elaboran líneas de productos como el Juicy Fruit). Se usa como solvente (18%) (por ejemplo de la nitrocelulosa), en la elaboración de perfumes y en esencias artificiales de frutas (22%). Se emplea como feromona que es capaz de atraer a las abejas melíferas. La capacidad de disolver la nitrocelulosa hace que fuese empleado en los primeros tiempos de la industria aeronáutica. Debido a su intenso olor se suele emplear para testear la eficiencia de los respiradores en las máscaras de gas.
También se usa como saborizante artificial a banana principalmente en algunas golosinas como chicles.